# Aastrup Sogn (Guldborgsund Kommune)
Aastrup Sogn  ist eine Kirchspielsgemeinde (dän.: Sogn) auf der Insel Sjælland im südlichen Dänemark. Bis 1970 gehörte sie zur Harde Falsters Sønder Herred im damaligen Maribo Amt, danach zur Stubbekøbing Kommune im Storstrøms Amt, die im Zuge der  Kommunalreform zum 1. Januar 2007 in der Guldborgsund Kommune in der Region Sjælland aufgegangen ist.

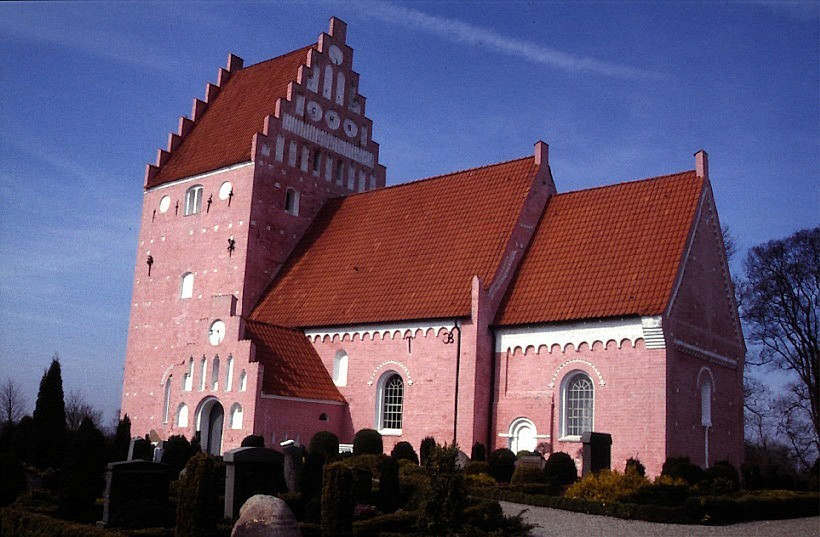
Aastrup Kirke

Am 1. Januar 2023 lebten 803 Einwohner im Kirchspiel, auf dem Gebiet der Gemeinde liegt die Aastrup Kirke.
Nachbargemeinden sind im Südwesten Horbelev Sogn, im Westen Maglebrænde Sogn sowie im Nordwesten Stubbekøbing Sogn. Östlich grenzt das Kirchspiel an die Ostsee.